# Besa Kokëdhima
Besa Kokëdhima, nota anche semplicemente come Besa (AFI: [ˈbɛsa kɔk(ə)ˈðima]; Fier, 29 maggio 1986), è una cantante albanese.
Ha rappresentato l'Albania all'Eurovision Song Contest 2024 con il brano Titan.

## Biografia
È nata il 29 maggio 1986 a Fier da Koço e Brixhida Kokëdhima, entrambi matematici e imprenditori originari di Qeparo, nella prefettura di Valona, anche se si trasferì con la famiglia pochi anni dopo a Tirana.
Appassionata di musica sin da giovane, ha preso lezioni di pianoforte e proprio uno dei suoi insegnanti la spronò ad utilizzare anche la sua voce; i suoi genitori invece erano abbastanza riluttanti a spronarla a seguire la carriera musicale. All'età di 15 anni si è trasferita nel Regno Unito per proseguire gli studi superiori. Nel 2002 prese parte come ospite al festival musicale albanese Mikrofoni i Artë cantando una cover di Street Symphony di Monica e poi nel corso dell'anno successivo prese parte come concorrente allo stesso festival insieme al gruppo Produkt 28 col brano Më beso, scritto da Flori Mumajesi, vincendo il primo premio.
Tornata in Albania all'età di 19 anni, iniziò a lavorare sul suo album di debutto, Besa, pubblicato indipendentemente nel 2006. A partire da quell'anno ha iniziato a prendere parte a diversi festival musicali sia in patria che all'estero: nel 2006 ha vinto il premio della giuria al Notafest in Macedonia del Nord col brano Lëshoje hapin; in Albania ha preso parte a Kënga Magjike nel 2007, nel 2011 (raggiungendo il terzo posto col brano Botën do ndryshoja, particolarmente apprezzato dalla critica del festival) e nel 2013 (vincendo il festival col brano Tatuazh në zemër) e al Top Fest nel 2007 (vincendo il premio "Miglior canzone Pop & Rock" con Unik), nel 2008 (vincendo il festival con Engjëjt vrasin njëlloj), nel 2010 (vincendo il premio "Miglior cantante femminile" col brano Kalorësi i natës) e nel 2012 (vincendo il "Premio Radio Hit" per il brano Fishekzjarre). Nel 2009 ha preso parte a Selecția Națională, il processo di selezione per il rappresentante della Romania all'Eurovision Song Contest, col brano Nothin' Gonna Change, scritto in inglese da Sebastian Badiu, non riuscendo tuttavia a raggiungere la finale della selezione.
Nel 2023 ha inoltre preso parte al Festivali i Këngës (al quale aveva già partecipato nel 2008 e nel 2010) nella categoria campioni con il brano Zemrën n'dorë. Nonostante non si sia classificata sul podio al festival, il cui risultato è stato decretato da una giuria, il voto del pubblico l'ha selezionata per rappresentare l'Albania all'Eurovision Song Contest 2024 a Malmö. Il 9 maggio si è esibita nella seconda semifinale, dove ha presentato la versione in lingua inglese del pezzo intitolata Titan, piazzandosi però al quindicesimo posto con 14 punti totali e non qualificandosi alla finale.
Nel 2025 ha partecipato al San Marino Song Contest 2025, il processo di selezione per San Marino all'Eurovision Song Contest, con la canzone Tiki, arrivando al sesto posto in finale.

## Discografia

### Album
- 2006 – Besa
- 2011 – Evolution
- 2016 – X
- 2013 – Besa për festat
- 2014 – Ti je festa ime
- 2019 – Besa Music
- 2019 – Stubborn
- 2022 – A·Live·Night

### Singoli
Come artista principale
- 2005 – Zonja & zoterinj
- 2006 – Lëshoje hapin
- 2007 – Unik
- 2008 – Engjëjt vrasin njëlloj
- 2008 – Ajër
- 2009 – Nothin' Gonna Change
- 2009 – Versus
- 2010 – Kalorësi i natës
- 2010 – E bukura dhe Bisha
- 2011 – Botën do ndryshoja
- 2012 – Fishekzjarre
- 2013 – Folie
- 2013 – Tatuazh në zemër
- 2015 – Amelia (feat. Mattyas)
- 2015 – 14
- 2015 – All in
- 2016 – Kameleon (feat. Ansy)
- 2016 – 123 (feat. Flori Mumajesi)
- 2016 – Hangover
- 2017 – Kokeforte
- 2017 – Mos m'le me ra (feat. Elinel)
- 2018 – Amor
- 2018 – La La La
- 2019 – Histori
- 2020 – C'est la vie (feat. BledBeats)
- 2020 – Don (feat. Illeoo)
- 2020 – One
- 2021 – Margjelo (feat. Garrido)
- 2022 – En équilibre
- 2022 – Si kalama (feat. Lyrical Son)
- 2022 – Machoman
- 2023 – Tiki Tiki
- 2023 – Apolonia
- 2023 – Zemrën n'dorë/Titan
- 2024 – Aman
- 2025 – Tiki
- 2025 – Ring My Bell

Come artista ospite
- 2003 – Më beso (Produkt 28 feat. Besa Kokëdhima)
- 2010 – Nuk jam ajo (Jehona Sopi feat. Besa Kokëdhima)
- 2013 – Burning (LLP feat. Besa)
- 2022 – BON (iLLEOo feat. Besa)
- 2025 – Pergjithmonë (Buci feat. Besa)
- 2025 – Nihna (Tiri feat. Besa)
- 2025 – Rrena (Anxhela Peristeri feat. Besa & Marin)